# Gheorghe Furdui
Gheorghe Furdui (1910 - 1939)  a fost un teolog și legionar român. Gheorghe Furdui a fost președinte al Cercului Studențesc Român, președintele studenților de la Facultatea de Teologie din București, președinte al Centrului Studențesc București, președintele Uniunii Naționale a Studenților Creștini din România, Comandant Legionar, Doctor în Teologie al Universității București. A fost asasinat în penitenciarul de la Râmnicu Sărat, în noaptea dintre 21 - 22 septembrie 1939, după asasinatul lui Armand Călinescu, comis de elemente legionare.